# مسجد باب بردعين
مسجد باب بردعين هو مسجد يقع في مركز المدينة التاريخية مكناس في المغرب، تم بناؤه في القرن الثامن عشر. في 19 فبراير 2010م انهارت منارته اثناء صلاة الجمعة مما أدى إلى مقتل 41 شخص وجرح العديد من المصلين. وذلك لأن المنطقة عرفت هطول أمطار غزيرة في الأيام السابقة للفاجعة . تهدم المباني في المناطق القديمة في المدن المغربية شائع تقريباً، ولكن تهدم المنارات نادراً مايحدث.
أمر ملك المغرب محمد السادس بإعادة بناء المنارة بناءًا على المواصفات التاريخية لها، وأمر أيضاً بتقييم جميع المساجد القديمة لضمان استقرارها. تم بناء المسجد في القرن الثامن عشر الميلادي بناءًا على أوامر أول وزيرة مغربية خناتة بنت بكار. وتم تشييده بتربة مدكوكة. والمنارة نفسها يقال بأن عمرها يصل لأربعة قرون، وتعد مكانس مدينة مسجلة في التراث العالمي حسب اليونسكو. ويعد الانهيار أسوء انهيار من نوعه في المغرب. وقد أدى ذلك إلى نقد عام في المغرب بسبب عدم صيانة المسجد.

## الموقع
يقع مسجد باب بردعين عند باب بردعين الذي يقع وسط المدينة القديمة لمدينة مكناس,وجاءت تسمية المسجد من الباب المجاور له وهذا الاخير اخذ اسمه من صانعي البرادع الذين اتخذوا البوابة مكانا لجلوسهم.

## معرض الصور

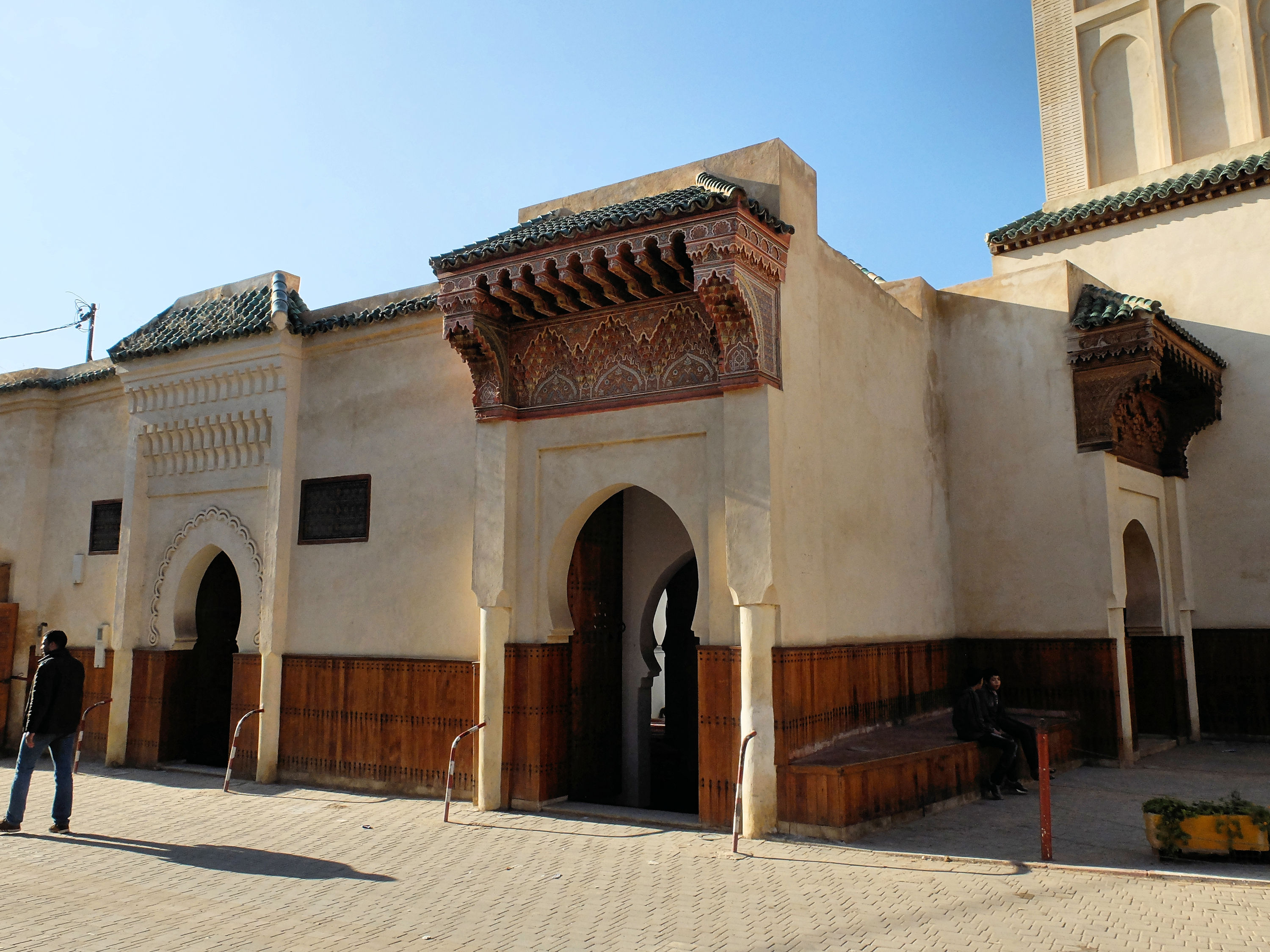
ابواب مسجد باب بردعيبن

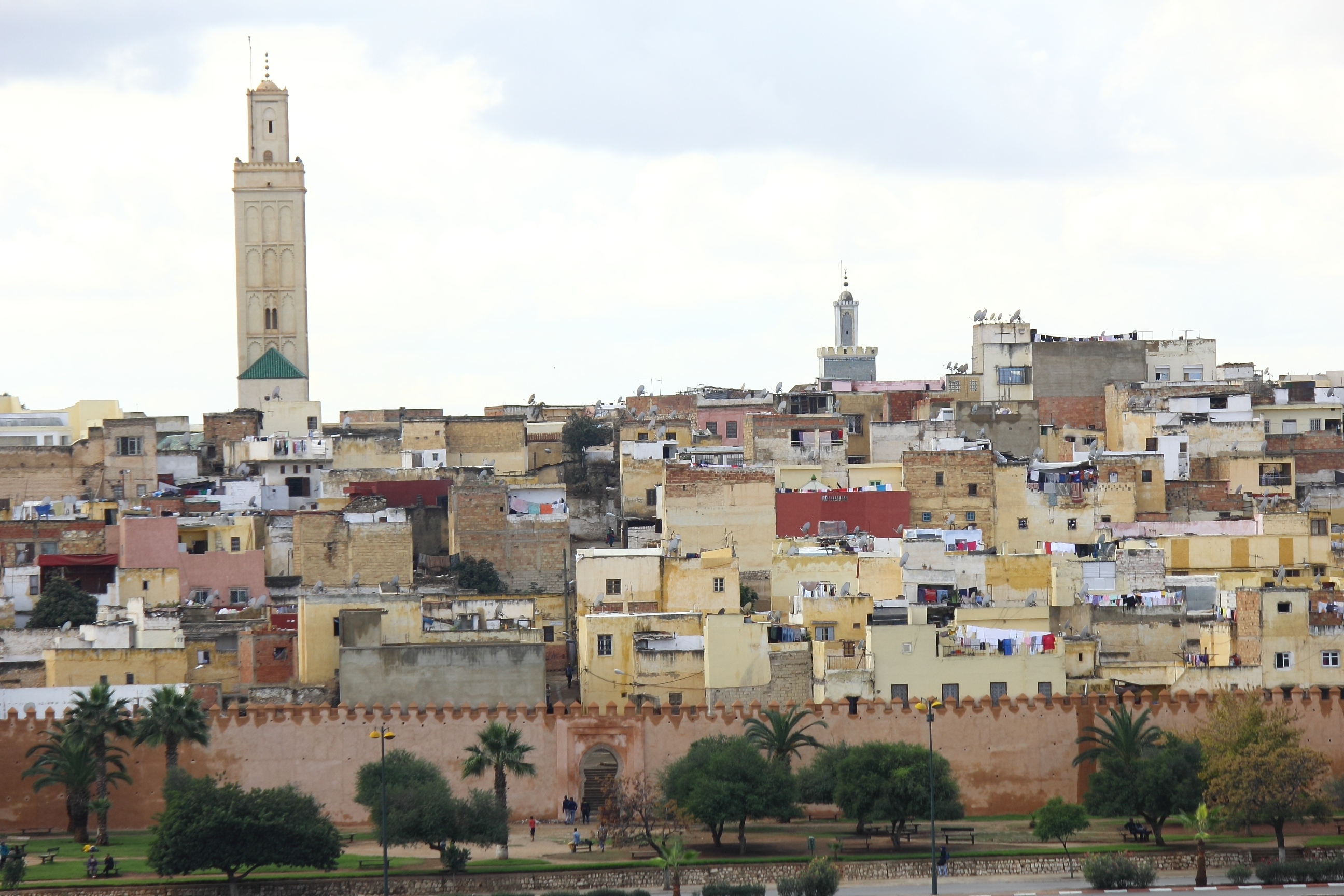
مسجدباب بردعين وسط المدينة القديمة لمدينة مكناس